# Bah Sidua Dua
Bah Sidua Dua is een bestuurslaag in het regentschap Serdang Bedagai van de provincie Noord-Sumatra, Indonesië. Bah Sidua Dua telt 1497 inwoners (volkstelling 2010).